# Filmografie Josse Whedona
Filmografie Josse Whedona uvádí přehled filmových a televizních děl amerického režiséra, scenáristy a producenta Josse Whedona.

## Tvůrčí filmografie

### Film
| Rok  | Název                                    | Uveden jako | Uveden jako | Uveden jako | Uveden jako       | Uveden jako | Poznámky                                                       |
| Rok  | Název                                    | scenárista  | režisér     | producent   | výkonný producent | ostatní     | Poznámky                                                       |
| ---- | ---------------------------------------- | ----------- | ----------- | ----------- | ----------------- | ----------- | -------------------------------------------------------------- |
| 1992 | Buffy, zabíječka upírů                   | Ano         |             |             |                   |             |                                                                |
| 1994 | Útěk do Mexika                           |             |             |             |                   |             | scenáristický poradce (neuveden)                               |
| 1994 | Nebezpečná rychlost                      |             |             |             |                   |             | scenáristický poradce (neuveden)                               |
| 1995 | Rychlejší než smrt                       |             |             |             |                   |             | scenáristický poradce (neuveden)                               |
| 1995 | Vodní svět                               |             |             |             |                   |             | scenáristický poradce (neuveden)                               |
| 1995 | Toy Story: Příběh hraček                 | Ano         |             |             |                   |             | nominace na Oscara v kategorii Nejlepší scénář                 |
| 1996 | Twister                                  |             |             |             |                   |             | scenáristický poradce (neuveden)                               |
| 1997 | Vetřelec: Vzkříšení                      | Ano         |             |             |                   |             |                                                                |
| 1998 | Lví král 2: Simbův příběh                |             |             |             |                   | Ano         | spoluautor písně „My Lullaby“                                  |
| 2000 | Titan A.E.                               | Ano         |             |             |                   |             |                                                                |
| 2000 | X-Men                                    |             |             |             |                   |             | náčrt scénáře (neuveden)                                       |
| 2001 | Atlantida: Tajemná říše                  |             |             |             |                   | Ano         | spoluautor námětu                                              |
| 2002 | Chance                                   |             |             |             |                   | Ano         | autor písně „Burn Me Down“                                     |
| 2005 | Serenity                                 | Ano         | Ano         |             |                   |             |                                                                |
| 2011 | Thor                                     |             |             |             |                   |             | režisér scény po závěrečných titulcích (neuveden)              |
| 2011 | Captain America: První Avenger           |             |             |             |                   |             | scenáristický poradce (neuveden)                               |
| 2011 | Comic-Con Episode IV: A Fan's Hope       |             |             |             | Ano               |             | dokumentární film                                              |
| 2012 | Chata v horách                           | Ano         |             | Ano         |                   | Ano         | spolurežisér druhého štábu                                     |
| 2012 | Avengers                                 | Ano         | Ano         |             |                   | Ano         | spoluautor námětu                                              |
| 2012 | Mnoho povyku pro nic                     | Ano         | Ano         | Ano         |                   | Ano         | autor hudby, spolustřihač                                      |
| 2013 | Thor: Temný svět                         |             |             |             |                   |             | scenáristický poradce (neuveden)                               |
| 2014 | Captain America: Návrat prvního Avengera |             |             |             |                   |             | režisér a scenárista scény po závěrečných titulcích (neuveden) |
| 2014 | In Your Eyes                             | Ano         |             |             | Ano               | Ano         | autor písně „Crumblin'“                                        |
| 2015 | Avengers: Age of Ultron                  | Ano         | Ano         |             |                   |             |                                                                |
| 2017 | Liga spravedlnosti                       | Ano         | Ano         |             |                   |             |                                                                |

### Televize
Činnosti, které se vztahují ke konkrétním epizodám seriálů (režie jednotlivých dílů, jejich scénáře, aj.), jsou podrobně uvedeny ve druhé tabulce.
| Roky      | Název                     | Uveden jako   | Uveden jako | Uveden jako | Uveden jako | Uveden jako       | Uveden jako | Poznámky                                                           |
| Roky      | Název                     | autor seriálu | scenárista  | režisér     | producent   | výkonný producent | ostatní     | Poznámky                                                           |
| --------- | ------------------------- | ------------- | ----------- | ----------- | ----------- | ----------------- | ----------- | ------------------------------------------------------------------ |
| 1989–1990 | Roseanne                  |               | Ano         |             |             |                   | Ano         | story editor                                                       |
| 1990–1991 | Parenthood                |               | Ano         |             | Ano         |                   |             |                                                                    |
| 1997–2003 | Buffy, přemožitelka upírů | Ano           | Ano         | Ano         |             | Ano               | Ano         | během první až páté řady seriálu působil také v pozici showrunnera |
| 1999–2004 | Angel                     | Ano           | Ano         | Ano         |             | Ano               | Ano         |                                                                    |
| 2002–2003 | Firefly                   | Ano           | Ano         | Ano         |             | Ano               | Ano         | autor titulní písně „The Ballad of Serenity“                       |
| 2007      | Kancl                     |               |             | Ano         |             |                   |             |                                                                    |
| 2009–2010 | Dům loutek                | Ano           | Ano         | Ano         |             | Ano               | Ano         | u seriálu působil také v pozici showrunnera                        |
| 2010      | Glee                      |               |             | Ano         |             |                   |             |                                                                    |
| 2013–2020 | Agenti S.H.I.E.L.D.       | Ano           | Ano         | Ano         |             | Ano               |             |                                                                    |
| 2021      | Viktoriánky               | Ano           | Ano         | Ano         |             | Ano               |             |                                                                    |

| Seriál                    | Číslo dílu            | Název dílu                 | Uveden jako                                                                    | Premiéra           |
| ------------------------- | --------------------- | -------------------------- | ------------------------------------------------------------------------------ | ------------------ |
| Roseanne                  | 2.06, 2.07, 2.09–2.24 | 2.06, 2.07, 2.09–2.24      | story editor                                                                   | 1989–1990          |
| Roseanne                  | 2.02                  | The Little Sister          | scenárista                                                                     | 19. září 1989      |
| Roseanne                  | 2.05                  | House of Grown-Ups         | scenárista                                                                     | 10. října 1989     |
| Roseanne                  | 2.10                  | Brain-Dead Poets Society   | scenárista                                                                     | 28. listopadu 1989 |
| Roseanne                  | 2.13                  | Chicken Hearts             | scenárista                                                                     | 2. ledna 1990      |
| Parenthood                | všechny díly          | všechny díly               | koproducent                                                                    | 1990–1991          |
| Parenthood                | 1.03                  | The Plague                 | scenárista                                                                     | 29. září 1990      |
| Parenthood                | 1.08                  | Small Surprises            | scenárista                                                                     | 3. listopadu 1990  |
| Parenthood                | 1.12                  | Fun for Kids               | spoluautor scénáře                                                             | 11. srpna 1991     |
| Buffy, přemožitelka upírů | všechny díly          | všechny díly               | autor seriálu, výkonný producent                                               | 1997–2003          |
| Buffy, přemožitelka upírů | 1.01                  | Vítejte v bráně pekelné    | scenárista                                                                     | 10. března 1997    |
| Buffy, přemožitelka upírů | 1.02                  | Žně                        | scenárista                                                                     | 10. března 1997    |
| Buffy, přemožitelka upírů | 1.10                  | Noční můry                 | autor námětu                                                                   | 12. května 1997    |
| Buffy, přemožitelka upírů | 1.11                  | Sejde z mysli, sejde z očí | autor námětu                                                                   | 19. května 1997    |
| Buffy, přemožitelka upírů | 1.12                  | Dívka z proroctví          | scenárista, režisér                                                            | 2. června 1997     |
| Buffy, přemožitelka upírů | 2.01                  | Když byla zlá              | scenárista, režisér                                                            | 15. září 1997      |
| Buffy, přemožitelka upírů | 2.03                  | Smrtonosná škola           | spoluautor námětu                                                              | 29. září 1997      |
| Buffy, přemožitelka upírů | 2.07                  | Lžete mi                   | scenárista, režisér                                                            | 3. listopadu 1997  |
| Buffy, přemožitelka upírů | 2.11                  | Ted                        | spoluautor scénáře                                                             | 8. prosince 1997   |
| Buffy, přemožitelka upírů | 2.14                  | Nevinnost                  | scenárista, režisér                                                            | 20. ledna 1998     |
| Buffy, přemožitelka upírů | 2.21                  | Proměna (1. část)          | scenárista, režisér                                                            | 12. května 1998    |
| Buffy, přemožitelka upírů | 2.22                  | Proměna (2. část)          | scenárista, režisér                                                            | 19. května 1998    |
| Buffy, přemožitelka upírů | 3.01                  | Anne                       | scenárista, režisér                                                            | 29. září 1998      |
| Buffy, přemožitelka upírů | 3.10                  | Pokání                     | scenárista, režisér                                                            | 15. prosince 1998  |
| Buffy, přemožitelka upírů | 3.16                  | Dvojnice                   | scenárista, režisér                                                            | 23. února 1999     |
| Buffy, přemožitelka upírů | 3.21                  | Maturita (1. část)         | scenárista, režisér                                                            | 18. května 1999    |
| Buffy, přemožitelka upírů | 3.22                  | Maturita (2. část)         | scenárista, režisér                                                            | 13. července 1999  |
| Buffy, přemožitelka upírů | 4.01                  | Nováček                    | scenárista, režisér                                                            | 5. října 1999      |
| Buffy, přemožitelka upírů | 4.10                  | Ticho                      | scenárista, režisér                                                            | 14. prosince 1999  |
| Buffy, přemožitelka upírů | 4.16                  | Kdo jsi?                   | scenárista, režisér                                                            | 29. února 2000     |
| Buffy, přemožitelka upírů | 4.22                  | Neklidní                   | scenárista, režisér, autor písně „The Exposition Song“ (neuveden)              | 23. května 2000    |
| Buffy, přemožitelka upírů | 5.06                  | Rodina                     | scenárista, režisér                                                            | 7. listopadu 2000  |
| Buffy, přemožitelka upírů | 5.16                  | Tělo                       | scenárista, režisér                                                            | 27. února 2001     |
| Buffy, přemožitelka upírů | 5.22                  | Dar                        | scenárista, režisér                                                            | 22. května 2001    |
| Buffy, přemožitelka upírů | 6.07                  | Ještě jednou a s citem     | scenárista, režisér, autor hudby a textů písní                                 | 6. listopadu 2001  |
| Buffy, přemožitelka upírů | 7.01                  | Lekce                      | scenárista                                                                     | 24. září 2002      |
| Buffy, přemožitelka upírů | 7.05                  | Obětavost                  | autor písně „I'll Be Mrs.“ (neuveden)                                          | 22. října 2002     |
| Buffy, přemožitelka upírů | 7.07                  | Rozhovory se záhrobím      | spoluautor scénáře (neuveden), spoluautor písně „Blue“ (neuveden)              | 12. listopadu 2002 |
| Buffy, přemožitelka upírů | 7.22                  | Vyvolená                   | scenárista, režisér                                                            | 20. května 2003    |
| Angel                     | všechny díly          | všechny díly               | spoluautor seriálu, výkonný producent                                          | 1999–2004          |
| Angel                     | 1.01                  | Město andělů               | spoluautor scénáře, režisér                                                    | 5. října 1999      |
| Angel                     | 1.04                  | Kus po kuse                | spoluautor námětu                                                              | 26. října 1999     |
| Angel                     | 1.19                  | Svatyně                    | spoluautor scénáře                                                             | 2. května 2000     |
| Angel                     | 2.01                  | Soud                       | spoluautor námětu                                                              | 26. září 2000      |
| Angel                     | 2.04                  | Nedotčená                  | režisér                                                                        | 17. října 2000     |
| Angel                     | 2.13                  | Všechno nejlepší k výročí  | spoluautor námětu                                                              | 6. února 2001      |
| Angel                     | 3.13                  | Hrabě sobě                 | scenárista, režisér                                                            | 4. února 2002      |
| Angel                     | 4.06                  | Roztočte láhev             | scenárista, režisér                                                            | 10. listopadu 2002 |
| Angel                     | 5.01                  | První případ               | scenárista, režisér                                                            | 1. října 2003      |
| Angel                     | 5.14                  | Čas úsměvů                 | spoluautor námětu                                                              | 18. února 2004     |
| Angel                     | 5.15                  | Démon starší než sám čas   | scenárista, režisér                                                            | 25. února 2004     |
| Angel                     | 5.22                  | Do posledního muže         | spoluautor scénáře                                                             | 19. května 2004    |
| Firefly                   | všechny díly          | všechny díly               | autor seriálu, výkonný producent, autor titulní písně „The Ballad of Serenity“ | 2002–2003          |
| Firefly                   | 1.01                  | Serenity (1. část)         | scenárista, režisér                                                            | 20. prosince 2002  |
| Firefly                   | 1.02                  | Serenity (2. část)         | scenárista, režisér                                                            | 20. prosince 2002  |
| Firefly                   | 1.03                  | Vlaková loupež             | spoluautor scénáře, režisér                                                    | 20. září 2002      |
| Firefly                   | 1.07                  | Naše paní Reynoldsová      | scenárista                                                                     | 4. října 2002      |
| Firefly                   | 1.13                  | Poslední zpráva            | spoluautor scénáře                                                             | 28. července 2003  |
| Firefly                   | 1.15                  | Objekty ve vesmíru         | scenárista, režisér                                                            | 13. prosince 2002  |
| Kancl                     | 3.17                  | Škola života               | režisér                                                                        | 15. února 2007     |
| Kancl                     | 4.10                  | Válka o zaměstnance        | režisér                                                                        | 1. listopadu 2007  |
| Dům loutek                | všechny díly          | všechny díly               | autor seriálu, výkonný producent                                               | 2009–2010          |
| Dům loutek                | 0.00                  | Echo                       | scenárista, režisér                                                            | nevysíláno         |
| Dům loutek                | 1.01                  | Duch                       | scenárista, režisér                                                            | 13. února 2009     |
| Dům loutek                | 1.06                  | Muž z ulice                | scenárista                                                                     | 20. března 2009    |
| Dům loutek                | 1.13                  | Epitaf                     | autor námětu                                                                   | 17. června 2009    |
| Dům loutek                | 2.01                  | Sliby                      | scenárista, režisér                                                            | 25. září 2009      |
| Glee                      | 1.19                  | Sni dál                    | režisér                                                                        | 18. května 2010    |
| Agenti S.H.I.E.L.D.       | všechny díly          | všechny díly               | spoluautor seriálu, výkonný producent                                          | 2013–2020          |
| Agenti S.H.I.E.L.D.       | 1.01                  | Nový svět                  | spoluautor scénáře, režisér                                                    | 24. září 2013      |

### Internet
| Rok       | Název                                 | Uveden jako | Uveden jako | Uveden jako | Uveden jako       | Uveden jako | Poznámky                                                                 |
| Rok       | Název                                 | scenárista  | režisér     | producent   | výkonný producent | ostatní     | Poznámky                                                                 |
| --------- | ------------------------------------- | ----------- | ----------- | ----------- | ----------------- | ----------- | ------------------------------------------------------------------------ |
| 2005      | R. Tam sessions                       | Ano         | Ano         | Ano         |                   |             | neuveden                                                                 |
| 2008      | Dr. Horrible's Sing-Along Blog        | Ano         | Ano         | Ano         |                   | Ano         | spoluautor hudby a textů                                                 |
| 2009–2010 | Astonishing X-Men: Gifted             | Ano         |             |             |                   |             | komiksová videa                                                          |
| 2010      | Buffy the Vampire Slayer Season Eight | Ano         |             |             | Ano               | Ano         | komiksová videa; autor scénářů dílů č. 1–5, 10, 11 a 16–19, autor námětu |
| 2012      | Astonishing X-Men: Dangerous          | Ano         |             |             |                   |             | komiksová videa; 2012 vydána na DVD, 2013 na internetu                   |
| 2012      | Astonishing X-Men: Torn               | Ano         |             |             |                   |             | komiksová videa; 2012 vydána na DVD, 2013 na internetu                   |
| 2012      | Astonishing X-Men: Unstoppable        | Ano         |             |             |                   |             | komiksová videa; 2012 vydána na DVD, 2013 na internetu                   |
| 2017      | Unlocked                              |             | Ano         |             |                   |             | krátký film na podporu Planned Parenthood                                |

## Herecká filmografie
| Roky      | Název                          | Díl                                | Role                                 | Poznámky              |
| --------- | ------------------------------ | ---------------------------------- | ------------------------------------ | --------------------- |
| 1997      | Buffy, přemožitelka upírů      | 1.08 „Já robot, ty Jane“           | rozhlasový moderátor                 | pouze hlas (neuveden) |
| 2001      | Angel                          | 2.21 „Za zrcadlem“                 | Numfar                               |                       |
| 2003      | Firefly                        | 1.13 „The Message“                 | muž na pohřbu                        | neuveden              |
| 2004      | Bandwagon                      | film                               | Joss Whedon                          | pouze hlas            |
| 2005      | R. Tam sessions                | 1.01–1.05                          | psycholog                            | neuveden              |
| 2005      | Serenity                       | film                               | obchodník                            | pouze hlas (neuveden) |
| 2007      | Veronica Mars                  | 2.06 „Zrádce“                      | Douglas                              |                       |
| 2007–2013 | Robot Chicken                  | 3.03 „Rabbits on a Roller Coaster“ | kluk č. 2/člen FCC/Joss Whedon       | dabing                |
| 2007–2013 | Robot Chicken                  | 4.01 „Help Me“                     | Joss Whedon/vědec/kovboj             | dabing                |
| 2007–2013 | Robot Chicken                  | 6.20 „Immortal“                    | Umpa-Lumpa/otec/zombie Josse Whedona | dabing                |
| 2008      | Dr. Horrible's Sing-Along Blog | 1.01–1.02                          | člen Bad Horseova sboru              | pouze zpěv (neuveden) |
| 2012      | BriTANicK                      | „The Coach“                        | záchodový trenér                     | neuveden              |
| 2012      | Written by a Kid               | 1.01 „Scary Smash“                 | Gerald                               |                       |
| 2012      | Husbands                       | 2.01–2.03                          | Wes                                  |                       |
| 2013      | CollegeHumor Originals         | „Comic-Con Cosplay Catastrophe“    | Joss Whedon                          | dabing (neuveden)     |